# 바사크 코크루카야
바사크 코크루카야(Başak Köklükaya, 1974년 4월 19일 ~ )는 터키의 배우이다.
앙카라에서 태어났다.

## 영화
- 밀크 (2008년)
- 에브리씽 어바웃 무스타파 (2004년)
- 터치 오브 스파이스 (2003년) - 사이메 역
- 고백 (2002년)
- 3번째 장 (1999년)